# L-1 Identity Solutions
L-1 Identity Solutions — крупная американская оборонная компания, расположенная в Коннектикуте. Компания была основана 29 августа 2006 года в результате слияния компаний «Viisage Technology, Inc.» и «Identix Incorporated». Она специализируется на продаже систем распознавания лиц, электронных паспортов и других биометрических технологий правительствам, таким как США и Саудовская Аравия. Она также предоставляет лицензии на технологии другим компаниям на международном уровне, включая Китай.
26 июля 2011 года французская компания Safran приобрела компанию L-1 Identity Solutions, Inc. за общую сумму в 1,09 млрд долларов США, после чего компания стала частью отдела MorphoTrust.
Дочерней компанией «L-1 Identity Solutions» является «Bioscrypt» занимающаяся исследованиями, разработками и производством биометрических данных. Она предоставляет IP-считыватели отпечатков пальцев для систем физического контроля доступа, считыватели систем распознавания лиц для бесконтактной аутентификации контроля доступа и OEM-модули отпечатков пальцев для встроенных приложений. По данным «IMS Research», «Bioscrypt» является лидером мирового рынка биометрического контроля доступа для предприятий (с 2006 года) с долей мирового рынка более 13 %.